# Комплекс ВЭС Ганьсу
Комплекс ветроэлектростанций Ганьсу (Комплекс ВЭС Ганьсу) — группа крупных ветроэлектростанций в провинции Ганьсу в городском округе Цзюцюань, КНР. Комплекс ВЭС является одним из шести государственных проектов правительства КНР в области ветроэнергетики, целью которого является создание в этом регионе ряда ВЭС с общей мощностью 20 ГВт и стоимостью 120 млрд юаней ($17,5 млрд). В ноябре 2010 года установленная мощность станций достигла 5,16 ГВт.
Реализация проекта разделена на серию фаз: первая включала в себя строительство 18 ВЭС мощностью 200 МВт и 2 ВЭС 100 МВт общей мощностью 3,8 ГВт; вторая мощностью 8 ГВт включает строительство 40 ВЭС 200 МВт каждая. Планируемый рост мощности составляет — 5,16 ГВт к 2010 году, 12,71 ГВт к 2015 и 20 ГВт к 2020 году.
В 2008 году велось строительство линии ЛЭП напряжением 750 кВ для передачи вырабатываемой электроэнергии. Электричество, производимое энергоузлом, продается по цене 0,54 юань/кВт·ч (≈2,5 руб/кВт·ч).